# Žutilo zalaska sunca FCF
Žutilo zalaska sunca FCF ili sunset žuto FCF (eng. Sunset Yellow FCF) je umjetno narančasto bojilo iz skupine azo-bojila (indeks boje C.I. 15985), dodatak hrani ili prehrambeni aditiv označen E-brojem E110. Istraživanja su pokazala da može izazvati alergijske reakcije (koprivnjača ili urtikarija, rinitis ili upala nosne sluznice), posebno kod osoba koje su osjetljive na salicilnu i benzojevu kiselinu (E210). Može utjecati na nastajanje neurodermitisa (kronična upalna kožna bolest) i astme. U pokusima na životinjama ustanovljena je pojava raka bubrega. U kombinaciji s benzojevom kiselinom (E210) može uzrokovati sindrom hiperaktivnosti kod djece. Odlukom Europskog parlamenta koja je od godine 2010. obvezujuća za sve zemlje članice Europske unije, na deklaraciji namirnica kojima je dodano jedno od sljedećih bojila: E102, E104,E110, E122, E124, E129, mora stajati upozorenje: "Može uzrokovati poremećaj aktivnosti i pažnje djece". Izbjegavati!

## Prihvatljivi dnevni unos ili ADI
U svrhu zaštite potrošača i s ciljem smanjenja zdravstvenih rizika za aditive se određuje prihvatljivi dnevni unos - ADI (eng. Acceptable Daily Intake). To je količina aditiva za koju se smatra da je potrošač može unositi u organizam bez štetnih posljedica po zdravlje. ADI se izražava u miligramima nekog aditiva po kilogramu tjelesne težine, a temelji se na rezultatima pokusa na životinjama u kojima se izračunavaju količine aditiva koje ne narušavaju zdravlje laboratorijskih životinja, to jest takozvani Observed Adverse Effective Level (NOAEL). Te vrijednosti preračunavaju se u dnevnu dozu za ljude (ADI/PDU) tako da se obično umanjuju sto puta. 
Prihvatljivi dnevni unos za žutilo zalaska sunca FCF je 1 mg/kg tjelesne težine.
| Dopuštena upotreba | Količina  |
| --- | --------- |
| Fini pekarski proizvodi (biskviti, kolači, vafli...), smrznuti aromatizirani deserti (sladoledi), bombonski proizvodi i slične slastice, dekoracije, ukrasi, preljevi, deserti, uključujući i aromatizirane mliječne proizvode, pripravci namijenjeni kontroli tjelesne mase, pripravci koji se upotrebljavaju pod medicinskim nadzorom | 50 mg/kg  |
| Bezalkoholni aromatizirani napitci | 50 mg/L   |
| Gorka soda, gorko vino, dodatci prehrani u tekućem obliku | 100 mg/L  |
| Džem, domaća marmelada, pekmez i slični voćni pripravci | 100 mg/kg |
| Španjolski mesni namaz Sobrassada | 200 mg/kg |
| Neka alkoholna pića, aromatizirana pića na osnovi vina, aromatizirani vinski koktelski proizvodi | 200 mg/L  |
| Grickalice: ekstrudirani začinjeni proizvodi za grickanje | 200 mg/L  |
| Dodatci prehrani u krutom obliku | 300 mg/kg |
| Zamjena za rakove Surimi | 500 mg/kg |

### Slike
|                                               |                        |                           |
| Žene rade sobrassadu (Son Ferriol, Mallorca). | Sobrassadu s Mallorce. | Zamjena za rakove Surimi. |